# Pau Froment
Pau Froment ( 17 de enero de 1875 - junio de 1898 ), también conocido como Paul Froment, fue un poeta francés en lengua occitana, concretamente en dialecto languedociano.

## Nacimiento y primeros años
Nace en Floressas, en la región de Mediodía-Pirineos (departamento de Lot, Francia), siendo el hijo mayor de una familia de campesinos arruinados por la filoxera. Nada más terminar la escuela primaria, se pone a trabajar en el campo, pero no pierde la afición de leer, tanto en su lengua materna (el occitano) como en francés. De esta época datan sus primeros versos en occitano dedicados al campo y la labranza.
En 1892, aparece en Villeneuve-sur-Lot un periódico local en occitano titulado Lou Calet, dirigido por Victor Delbergé, donde el joven Froment colabora asiduamente. Un año después, en 1893, conoce al escritor Francis Maratuech que le anima a escribir. Froment le envió numerosos poemas que Maratuech recopiló tras la muerte del poeta.

## Reconocimiento literario
Se da a conocer en 1895 con su obra Sasous e Mesados, consiguiendo el 2º premio de los Juegos Florales de la Escuela Mounding de Toulouse. Es entonces cuando Pau Froment es llamado por los círculos occitanistas para participar en sus reuniones y asambleas. Participa en las asambleas de Félibrige y conocerá a Frederic Mistral. Froment se sufraga la publicación de su primer volumen de poemas.
A finales de 1895 aparece su libro A trabès Regos que obtiene una acogida satisfactoria y numerosos autores como Mistral, Paul Marieton o Antonin Perbosc lo saludan como el nuevo poeta.
En 1897 publica Flous de Primo.

## Muerte prematura del joven poeta
El 15 de noviembre de 1897 es llamado para cumplir el servicio militar, incorporándose al duodécimo regimiento de infantería de Lyon. Froment añora su tierra y entra en una profunda melancolía; sus versos de esta época son tristísimos.
El 10 de junio de 1898 obtiene un permiso para volver a su casa, perdiéndose su pista. El 15 de junio, encuentran su cadáver en el río Ródano, a la altura de Roches-de-Condrieu, a 40 km de Lyon. Nunca se supo qué pasó. Fue enterrado en su pueblo natal.
En 1903, sus amigos sufragaron un monumento modesto para honrar su memoria.
En 1972, se crea un premio literario en su nombre, siendo uno de los más prestigiosos de la literatura occitana.

## Obras
- Sasous e Mesados (1895)
- A trabès Regos (1895)
- Flous de Primo (1897)

### Obra póstuma
Entre las obras publicadas póstumamente:
- Últimos poemas de Pau Froment (1898)
- Voces de ultratumba (1898)
- Los Uèlhs e la boca (1928)